# Formuła 1 Sezon 2020
Sezon 2020 Formuły 1, oficjalnie FIA Formula One World Championship 2020 – 71. sezon Mistrzostw Świata Formuły 1. 
Mistrzem świata w klasyfikacji kierowców po raz siódmy w karierze został Lewis Hamilton. Mistrzostwo w klasyfikacji konstruktorów siódmy raz z rzędu zdobył Mercedes

## Prezentacje samochodów
Źródło: www.formula1.com
| Samochód                           | Data prezentacji                                                                                      | Data prezentacji                                                                                      | Data prezentacji                                                                                      | Data prezentacji                                                                                      | Data prezentacji                                                                                      | Data prezentacji                                                                                      | Miejsce prezentacji          |
| ---------------------------------- | --- | --- | --- | --- | --- | --- | ---------------------------- |
| Haas VF-20                         | 6 lutego 2020 (prezentacja cyfrowych grafik w mediach społecznościowych), 17 lutego 2020 (oficjalna)  | 6 lutego 2020 (prezentacja cyfrowych grafik w mediach społecznościowych), 17 lutego 2020 (oficjalna)  | 6 lutego 2020 (prezentacja cyfrowych grafik w mediach społecznościowych), 17 lutego 2020 (oficjalna)  | 6 lutego 2020 (prezentacja cyfrowych grafik w mediach społecznościowych), 17 lutego 2020 (oficjalna)  | 6 lutego 2020 (prezentacja cyfrowych grafik w mediach społecznościowych), 17 lutego 2020 (oficjalna)  | 6 lutego 2020 (prezentacja cyfrowych grafik w mediach społecznościowych), 17 lutego 2020 (oficjalna)  | Barcelona, Hiszpania         |
| Ferrari SF1000                     | 11 lutego 2020                                                                                        | 11 lutego 2020                                                                                        | 11 lutego 2020                                                                                        | 11 lutego 2020                                                                                        | 11 lutego 2020                                                                                        | 11 lutego 2020                                                                                        | Reggio Emilia, Włochy        |
| Red Bull RB16                      | 12 lutego 2020                                                                                        | 12 lutego 2020                                                                                        | 12 lutego 2020                                                                                        | 12 lutego 2020                                                                                        | 12 lutego 2020                                                                                        | 12 lutego 2020                                                                                        | Silverstone, Wielka Brytania |
| Renault R.S.20                     | 12 lutego 2020 (prezentacja cyfrowych grafik w mediach społecznościowych), 17 lutego 2020 (oficjalna) | 12 lutego 2020 (prezentacja cyfrowych grafik w mediach społecznościowych), 17 lutego 2020 (oficjalna) | 12 lutego 2020 (prezentacja cyfrowych grafik w mediach społecznościowych), 17 lutego 2020 (oficjalna) | 12 lutego 2020 (prezentacja cyfrowych grafik w mediach społecznościowych), 17 lutego 2020 (oficjalna) | 12 lutego 2020 (prezentacja cyfrowych grafik w mediach społecznościowych), 17 lutego 2020 (oficjalna) | 12 lutego 2020 (prezentacja cyfrowych grafik w mediach społecznościowych), 17 lutego 2020 (oficjalna) | Barcelona, Hiszpania         |
| McLaren MCL35                      | 13 lutego 2020                                                                                        | 13 lutego 2020                                                                                        | 13 lutego 2020                                                                                        | 13 lutego 2020                                                                                        | 13 lutego 2020                                                                                        | 13 lutego 2020                                                                                        | Woking, Wielka Brytania      |
| Mercedes-AMG F1 W11 EQ Performance | 14 lutego 2020                                                                                        | 14 lutego 2020                                                                                        | 14 lutego 2020                                                                                        | 14 lutego 2020                                                                                        | 14 lutego 2020                                                                                        | 14 lutego 2020                                                                                        | Silverstone, Wielka Brytania |
| Alfa Romeo C39                     | 14 lutego 2020 (przejazd testowy), 19 lutego 2020 (oficjalna)                                         | 14 lutego 2020 (przejazd testowy), 19 lutego 2020 (oficjalna)                                         | 14 lutego 2020 (przejazd testowy), 19 lutego 2020 (oficjalna)                                         | 14 lutego 2020 (przejazd testowy), 19 lutego 2020 (oficjalna)                                         | 14 lutego 2020 (przejazd testowy), 19 lutego 2020 (oficjalna)                                         | 14 lutego 2020 (przejazd testowy), 19 lutego 2020 (oficjalna)                                         | Barcelona, Hiszpania         |
| AlphaTauri AT01                    | 14 lutego 2020                                                                                        | 14 lutego 2020                                                                                        | 14 lutego 2020                                                                                        | 14 lutego 2020                                                                                        | 14 lutego 2020                                                                                        | 14 lutego 2020                                                                                        | Salzburg, Austria            |
| Williams FW43                      | 17 lutego 2020                                                                                        | 17 lutego 2020                                                                                        | 17 lutego 2020                                                                                        | 17 lutego 2020                                                                                        | 17 lutego 2020                                                                                        | 17 lutego 2020                                                                                        | Barcelona, Hiszpania         |
| Racing Point RP20                  | 17 lutego 2020                                                                                        | 17 lutego 2020                                                                                        | 17 lutego 2020                                                                                        | 17 lutego 2020                                                                                        | 17 lutego 2020                                                                                        | 17 lutego 2020                                                                                        | Mondsee, Austria             |

## Lista startowa
| Zespół                                 | Konstruktor               | Samochód              | Silnik (1.6l V6T)   | Opony | Nr | Kierowcy wyścigowi | Rundy       | Kierowcy rezerwowi                                 |
| -------------------------------------- | ------------------------- | --------------------- | ------------------- | ----- | -- | ------------------ | ----------- | -------------------------------------------------- |
| Renault DP World F1 Team               | Renault                   | R.S.20                | Renault E-Tech 20   | P     | 3  | Daniel Ricciardo   | 1–17        | Zhou Guanyu                                        |
| Renault DP World F1 Team               | Renault                   | R.S.20                | Renault E-Tech 20   | P     | 31 | Esteban Ocon       | 1–17        | Zhou Guanyu                                        |
| McLaren F1 Team                        | McLaren-Renault           | MCL35                 | Renault E-Tech 20   | P     | 4  | Lando Norris       | 1–17        | Paul di Resta Esteban Gutiérrez Stoffel Vandoorne  |
| McLaren F1 Team                        | McLaren-Renault           | MCL35                 | Renault E-Tech 20   | P     | 55 | Carlos Sainz Jr.   | 1–17        | Paul di Resta Esteban Gutiérrez Stoffel Vandoorne  |
| Scuderia Ferrari Mission Winnow        | Ferrari                   | SF1000                | Ferrari 065         | P     | 5  | Sebastian Vettel   | 1–17        | Pascal Wehrlein                                    |
| Scuderia Ferrari Mission Winnow        | Ferrari                   | SF1000                | Ferrari 065         | P     | 16 | Charles Leclerc    | 1–17        | Pascal Wehrlein                                    |
| Williams Racing                        | Williams-Mercedes         | FW43                  | Mercedes AMG F1 M11 | P     | 6  | Nicholas Latifi    | 1–17        | Dan Ticktum Roy Nissany Jamie Chadwick Jack Aitken |
| Williams Racing                        | Williams-Mercedes         | FW43                  | Mercedes AMG F1 M11 | P     | 63 | George Russell     | 1–15, 17    | Dan Ticktum Roy Nissany Jamie Chadwick Jack Aitken |
| Williams Racing                        | Williams-Mercedes         | FW43                  | Mercedes AMG F1 M11 | P     | 89 | Jack Aitken        | 16          | Dan Ticktum Roy Nissany Jamie Chadwick Jack Aitken |
| Alfa Romeo Racing ORLEN                | Alfa Romeo Racing-Ferrari | C39                   | Ferrari 065         | P     | 7  | Kimi Räikkönen     | 1–17        | Robert Kubica Tatiana Calderón                     |
| Alfa Romeo Racing ORLEN                | Alfa Romeo Racing-Ferrari | C39                   | Ferrari 065         | P     | 99 | Antonio Giovinazzi | 1–17        | Robert Kubica Tatiana Calderón                     |
| Haas F1 Team                           | Haas-Ferrari              | VF-20                 | Ferrari 065         | P     | 8  | Romain Grosjean    | 1–15        | Pietro Fittipaldi Louis Delétraz                   |
| Haas F1 Team                           | Haas-Ferrari              | VF-20                 | Ferrari 065         | P     | 20 | Kevin Magnussen    | 1–17        | Pietro Fittipaldi Louis Delétraz                   |
| Haas F1 Team                           | Haas-Ferrari              | VF-20                 | Ferrari 065         | P     | 51 | Pietro Fittipaldi  | 16–17       | Pietro Fittipaldi Louis Delétraz                   |
| Scuderia AlphaTauri Honda              | AlphaTauri-Honda          | AT01                  | Honda RA620H        | P     | 10 | Pierre Gasly       | 1–17        | Sérgio Sette Câmara Sébastien Buemi                |
| Scuderia AlphaTauri Honda              | AlphaTauri-Honda          | AT01                  | Honda RA620H        | P     | 26 | Daniił Kwiat       | 1–17        | Sérgio Sette Câmara Sébastien Buemi                |
| BWT Racing Point F1 Team               | Racing Point-BWT Mercedes | RP20                  | BWT Mercedes        | P     | 11 | Sergio Pérez       | 1–3, 6–17   | Esteban Gutiérrez Stoffel Vandoorne                |
| BWT Racing Point F1 Team               | Racing Point-BWT Mercedes | RP20                  | BWT Mercedes        | P     | 18 | Lance Stroll       | 1–10, 12–17 | Esteban Gutiérrez Stoffel Vandoorne                |
| BWT Racing Point F1 Team               | Racing Point-BWT Mercedes | RP20                  | BWT Mercedes        | P     | 27 | Nico Hülkenberg    | 4–5, 11     | Esteban Gutiérrez Stoffel Vandoorne                |
| Aston Martin Red Bull Racing           | Red Bull Racing-Honda     | RB16                  | Honda RA620H        | P     | 23 | Alexander Albon    | 1–17        | Sérgio Sette Câmara Sébastien Buemi                |
| Aston Martin Red Bull Racing           | Red Bull Racing-Honda     | RB16                  | Honda RA620H        | P     | 33 | Max Verstappen     | 1–17        | Sérgio Sette Câmara Sébastien Buemi                |
| Mercedes-AMG Petronas Formula One Team | Mercedes                  | F1 W11 EQ Performance | Mercedes AMG F1 M11 | P     | 44 | Lewis Hamilton     | 1–15, 17    | Esteban Gutiérrez Stoffel Vandoorne                |
| Mercedes-AMG Petronas Formula One Team | Mercedes                  | F1 W11 EQ Performance | Mercedes AMG F1 M11 | P     | 63 | George Russell     | 16          | Esteban Gutiérrez Stoffel Vandoorne                |
| Mercedes-AMG Petronas Formula One Team | Mercedes                  | F1 W11 EQ Performance | Mercedes AMG F1 M11 | P     | 77 | Valtteri Bottas    | 1–17        | Esteban Gutiérrez Stoffel Vandoorne                |
| Zespół                                 | Konstruktor               | Samochód              | Silnik (1.6l V6T)   | Opony | Nr | Kierowcy wyścigowi | Rundy       | Kierowcy rezerwowi                                 |

### Piątkowi kierowcy
Jeśli kierowca brał udział w piątkowym treningu, symbol oznacza, którego z kierowców wyścigowych zastąpił.

Udział kierowcy w całym weekendzie wyścigowym zaznaczono przez pogrubioną nazwę zespołu, w którym startował.
| Kierowca        | Nr | Zespół     | Austria |     | Węgry | Wielka Brytania | Wielka Brytania | Hiszpania | Belgia | Włochy | Toskania | Rosja | Niemcy | Portugalia | Emilia-Romania | Turcja | Bahrajn | Bahrajn  |     |
| --------------- | -- | ---------- | ------- | --- | ----- | --------------- | --------------- | --------- | ------ | ------ | -------- | ----- | ------ | ---------- | -------------- | ------ | ------- | -------- | --- |
| Jack Aitken     | 40 | Williams   |         | RUS |       |                 |                 |           |        |        |          |       |        |            |                |        |         | Williams |     |
| Roy Nissany     | 40 | Williams   |         |     |       |                 |                 | RUS       |        | RUS    |          |       |        |            |                |        | RUS     |          |     |
| Mick Schumacher | 50 | Haas       |         |     |       |                 |                 |           |        |        |          |       |        |            |                |        |         |          | MAG |
| Robert Kubica   | 88 | Alfa Romeo |         | GIO | RAI   |                 | GIO             |           |        |        |          |       |        |            |                |        | RAI     |          | GIO |

### Przed rozpoczęciem sezonu

#### Zmiany wśród zespołów
- Po czternastu latach, Scuderia Toro Rosso zmieniła swoją nazwę na Scuderia AlphaTauri. Nazwa pochodzi od firmy odzieżowej Red Bulla[38].
- Sponsorem tytularnym zespołu Alfa Romeo został PKN Orlen[28].
- Po roku współpracy, platforma bukmacherska SportPesa wycofała się ze sponsoringu tytularnego zespołu Racing Point. Funkcję sponsora tytularnego na sezon 2020 przejęło austriackie przedsiębiorstwo BWT[42].
- Sponsorem tytularnym zespołu Renault została arabska firma logistyczna DP World[5].
- Zespół Williams Racing zakończył współpracę z amerykańską firmą telekomunikacyjną ROKiT[19].

#### Zmiany wśród kierowców
- Esteban Ocon powróci do Formuły 1 po rocznej przerwie, zastępując Nico Hülkenberga w zespole Renault[9].
- Z końcem sezonu 2019, Robert Kubica opuścił zespół Williams[53]. Jego miejsce zajął Nicholas Latifi[21]. Z kolei Polak został kierowcą rezerwowym Alfy Romeo[28].

### W trakcie sezonu

#### Zmiany wśród kierowców
- Przed rozpoczęciem pierwszego weekendu na torze Silverstone, Sergio Pérez uzyskał pozytywny wynik na obecność SARS-CoV-2[54]. Ponowny test przed drugim weekendem, potwierdził dalszą obecność choroby. W związku z tym, że Meksykanin nie mógł wystartować w obu Grand Prix, jego miejsce zajął Nico Hülkenberg[55].
- Przed rozpoczęciem trzeciej sesji treningowej na torze Nürburgring, Lance Stroll zgłosił złe samopoczucie i nie wystartował w sesji. Przed kwalifikacjami, Racing Point postanowiło, że jego miejsce na ten wyścig zajmie Nico Hülkenberg[56].
- Po poważnym wypadku Romaina Grosjeana podczas Grand Prix Bahrajnu zespół Haas poinformował, że Pietro Fittipaldi zastąpił go podczas odbywającego się tydzień później Grand Prix Sakhiru[37].
- Przed rozpoczęciem Grand Prix Sakhiru, Lewis Hamilton uzyskał pozytywny wynik na obecność SARS-CoV-2[57]. Zastąpił go George Russell[51] z zespołu Williams Racing. Georga Russella z kolei zastąpił Jack Aitken[27].

## Kalendarz
Pierwotny kalendarz Formuły 1 został ogłoszony 5 października 2019, w którym zostały umieszczone 22 wyścigi. Pandemia COVID-19 spowodowała, że konieczna była modyfikacja kalendarza. 2 czerwca 2020, opublikowano kalendarz uwzględniający wyłącznie rundy rozgrywane na kontynencie europejskim. 10 lipca potwierdzono dołączenie dwóch wyścigów, a dwa tygodnie później następnych trzech. Ostatnie cztery wyścigi, zamykające sezon, zostały podane 25 sierpnia 2020.
| 1 | 2 | 3 | 4 |
| --- | --- | --- | --- |
| Grand Prix Austrii 3–5 lipca Szczegółowy rezultatPP: V. Bottas (Mercedes) P1: V. Bottas (Mercedes) NO: L. Norris (McLaren)                               | Grand Prix Styrii 10–12 lipca Szczegółowy rezultatPP: L. Hamilton (Mercedes) P1: L. Hamilton (Mercedes) NO: C. Sainz Jr. (McLaren)     | Grand Prix Węgier 17–19 lipca Szczegółowy rezultatPP: L. Hamilton (Mercedes) P1: L. Hamilton (Mercedes) NO: L. Hamilton (Mercedes)         | Grand Prix Wielkiej Brytanii 31 lipca–2 sierpnia Szczegółowy rezultatPP: L. Hamilton (Mercedes) P1: L. Hamilton (Mercedes) NO: M. Verstappen (Red Bull) |
| 5 | 6 | 7 | 8 |
| Grand Prix 70-lecia 7–9 sierpnia Szczegółowy rezultatPP: V. Bottas (Mercedes) P1: M. Verstappen (Red Bull) NO: L. Hamilton (Mercedes)                    | Grand Prix Hiszpanii 14–16 sierpnia Szczegółowy rezultatPP: L. Hamilton (Mercedes) P1: L. Hamilton (Mercedes) NO: V. Bottas (Mercedes) | Grand Prix Belgii 28–30 sierpnia Szczegółowy rezultatPP: L. Hamilton (Mercedes) P1: L. Hamilton (Mercedes) NO: D. Ricciardo (Renault)      | Grand Prix Włoch 4–6 września Szczegółowy rezultatPP: L. Hamilton (Mercedes) P1: P. Gasly (AlphaTauri) NO: L. Hamilton (Mercedes)                       |
| 9 | 10 | 11 | 12 |
| Grand Prix Toskanii 11–13 września Szczegółowy rezultatPP: L. Hamilton (Mercedes) P1: L. Hamilton (Mercedes) NO: L. Hamilton (Mercedes)                  | Grand Prix Rosji 25–27 września Szczegółowy rezultatPP: L. Hamilton (Mercedes) P1: V. Bottas (Mercedes) NO: V. Bottas (Mercedes)       | Grand Prix Eifelu 9–11 października Szczegółowy rezultatPP: V. Bottas (Mercedes) P1: L. Hamilton (Mercedes) NO: M. Verstappen (Red Bull)   | Grand Prix Portugalii 23–25 października Szczegółowy rezultatPP: L. Hamilton (Mercedes) P1: L. Hamilton (Mercedes) NO: L. Hamilton (Mercedes)           |
| 13 | 14 | 15 | 16 |
| Grand Prix Emilii-Romanii 31 października–1 listopada Szczegółowy rezultatPP: V. Bottas (Mercedes) P1: L. Hamilton (Mercedes) NO: L. Hamilton (Mercedes) | Grand Prix Turcji 13–15 listopada Szczegółowy rezultatPP: L. Stroll (Racing Point) P1: L. Hamilton (Mercedes) NO: L. Norris (McLaren)  | Grand Prix Bahrajnu 27–29 listopada Szczegółowy rezultatPP: L. Hamilton (Mercedes) P1: L. Hamilton (Mercedes) NO: M. Verstappen (Red Bull) | Grand Prix Sakhiru 4–6 grudnia Szczegółowy rezultatPP: V. Bottas (Mercedes) P1: S. Pérez (Racing Point) NO: G. Russell (Mercedes)                       |
| 17 | | | |
| Grand Prix Abu Zabi 11–13 grudnia Szczegółowy rezultatPP: M. Verstappen (Red Bull) P1: M. Verstappen (Red Bull) NO: D. Ricciardo (Renault)               | | | |

### Wyścigi, które zostały odwołane
| 1                                                                | 2                                                             | 3                                                            | 4                                                            |
| ---------------------------------------------------------------- | ------------------------------------------------------------- | ------------------------------------------------------------ | ------------------------------------------------------------ |
| Grand Prix Australii odwołane Szczegółowy rezultatPP: P1: NO:    | Grand Prix Monako odwołane Szczegółowy rezultatPP: P1: NO:    | Grand Prix Francji odwołane Szczegółowy rezultatPP: P1: NO:  | Grand Prix Holandii odwołane Szczegółowy rezultatPP: P1: NO: |
| 5                                                                | 6                                                             | 7                                                            | 8                                                            |
| Grand Prix Azerbejdżanu odwołane Szczegółowy rezultatPP: P1: NO: | Grand Prix Singapuru odwołane Szczegółowy rezultatPP: P1: NO: | Grand Prix Japonii odwołane Szczegółowy rezultatPP: P1: NO:  | Grand Prix Kanady odwołane Szczegółowy rezultatPP: P1: NO:   |
| 9                                                                | 10                                                            | 11                                                           | 12                                                           |
| Grand Prix USA odwołane Szczegółowy rezultatPP: P1: NO:          | Grand Prix Meksyku odwołane Szczegółowy rezultatPP: P1: NO:   | Grand Prix Brazylii odwołane Szczegółowy rezultatPP: P1: NO: | Grand Prix Wietnamu odwołane Szczegółowy rezultatPP: P1: NO: |
| 13                                                               |                                                               |                                                              |                                                              |
| Grand Prix Chin odwołane Szczegółowy rezultatPP: P1: NO:         |                                                               |                                                              |                                                              |

### Ogólne
- W pierwotnym kalendarzu znalazł się nowy wyścig, Grand Prix Wietnamu. Jest to pierwsza eliminacja dodana przez Liberty Media[58].
- Po 35 latach, do pierwotnego kalendarza powróci wyścig o Grand Prix Holandii, organizowany na torze Zandvoort[63].
- Wstępnie wyścig o Grand Prix Azerbejdżanu został przesunięty z kwietnia na czerwiec[58].
- Wyścig o Grand Prix Austrii został przesunięty z czerwca na lipiec[58].
- Planowano, że Grand Prix Meksyku i Grand Prix Stanów Zjednoczonych zamienią się miejscami[58].
- Z kalendarza zniknął wyścig o Grand Prix Niemiec.

#### Przed rozpoczęciem sezonu, po ogłoszeniu oficjalnego kalendarza
- Grand Prix Chin, które miało oryginalnie odbyć się 19 kwietnia, zostało odwołane w wyniku pandemii COVID-19. FIA zaproponowało zorganizowanie wyścigu w dalszej części sezonu, po minięciu zagrożenia związanym z wirusem[64].
- Grand Prix Australii, które pierwotnie miało się odbyć 15 marca, zostało odwołane ze względów bezpieczeństwa, spowodowanego pandemią COVID-19[65].
- Grand Prix Bahrajnu oraz Grand Prix Wietnamu, które oryginalnie miały odbyć się 22 marca oraz 5 kwietnia następująco, zostały odwołane w wyniku pandemii COVID-19. FIA zaproponowało zorganizowanie wyścigów w dalszej części sezonu, po minięciu zagrożenia związanym z wirusem[66].
- Grand Prix Hiszpanii, które pierwotnie miało się odbyć 10 maja zostało odroczone wskutek pandemii COVID-19[67]. Ostatecznie wyścig został przeniesiony na 16 sierpnia, między drugim wyścigiem w Wielkiej Brytanii a rundą w Belgii[59].
- Grand Prix Monako, które oryginalnie miało się odbyć 24 maja pierwotnie zostało przełożone ze względu na pandemię COVID-19[67]. Kilka godzin później, organizatorzy postanowili odwołać wyścig[68].
- Grand Prix Kanady, które pierwotnie miało się odbyć 14 czerwca zostało przełożone wskutek pandemii COVID-19[69].
- Grand Prix Francji, które pierwotnie miało się odbyć 28 czerwca, zostało odwołane ze względu na zakaz organizacji imprez masowych do połowy lipca[70].
- Grand Prix Holandii, które pierwotnie miało się odbyć 3 maja zostało na początku przełożone wskutek pandemii COVID-19[67]. Jednak z racji, iż organizatorzy nie chcieli organizować wyścigu bez udziału publiczności, runda została odwołana[71].
- Grand Prix Azerbejdżanu, które pierwotnie miało się odbyć 7 czerwca zostało przełożone wskutek pandemii COVID-19[72]. 12 czerwca 2020, organizatorzy poinformowali, że wyścig nie odbędzie się z powodu pandemii, a ta decyzja została skonsultowana między rządem Azerbejdżanu i władzami Formuły 1[73].
- Grand Prix Singapuru, które pierwotnie miało się odbyć 20 września zostało odwołane wskutek panującej pandemii COVID-19 i wprowadzonych w kraju zakazów[73].
- Grand Prix Japonii, które oryginalnie miało się odbyć 11 października zostało odwołane wskutek panującej pandemii COVID-19 i obostrzeń związanych z podróżami[74].
- Na torach Red Bull Ring i Silverstone odbędą się dwa wyścigi zaliczane do klasyfikacji Formuły 1. Drugi wyścig na austriackim torze otrzyma nazwę Grand Prix Styrii, natomiast druga runda na brytyjskim obiekcie będzie się odbywać pod nazwą Grand Prix 70-lecia Formuły 1[59].

#### W trakcie sezonu
- W kalendarzu znalazł się nowy wyścig, Grand Prix Toskanii. Wyścig odbył się na torze Mugello Circuit[59].
- Liberty Media poinformowało, że wyścigi w Kanadzie, Stanach Zjednoczonych, Meksyku i Brazylii nie dojdą do skutku[61].
- Do kalendarza, po 24 latach przerwy powrócił wyścig o Grand Prix Portugalii, organizowane na torze Autódromo Internacional do Algarve[61].
- W kalendarzu pojawiły się też dwa nowe wyścigi, Grand Prix Eifelu i Grand Prix Emilii-Romanii[61]. Pierwszy z nich odbył się na torze Nürburgring i był to pierwszy wyścig na tym obiekcie po siedmiu latach przerwy. Natomiast druga eliminacja rozegrana została na obiekcie Autódromo Enzo e Dino Ferrari. Tor powrócił do organizacji wyścigu Formuły 1 po 14 latach przerwy i był to pierwszy weekend wyścigowy, który trwał dwa dni zamiast trzech[61].
- Do kalendarza, po dziewięciu latach przerwy powrócił wyścig o Grand Prix Turcji na torze Intercity İstanbul Park[62].
- Na torze Bahrain International Circuit odbyły się dwa wyścigi. Drugi wyścig w Bahrajnie odbył się pod nazwą Grand Prix Sakhiru[62] na zewnętrznej pętli toru o długości 3,543 km[75].

## Zmiany w przepisach

### Przepisy sportowe
- Zwiększona została regulaminowa pula przydziału generatorów odpowiadających za odzyskiwanie energii kinetycznej z dwóch do trzech, w związku z rozszerzeniem kalendarza do 22 wyścigów[76].
- Kierowcy, którzy wezmą udział w piątkowych sesjach treningowych otrzymają dodatkowe punkty do superlicencji. Za każdy start kierowca otrzymuje jeden punkt – maksymalnie może zdobyć dziesięć punktów w ciągu trzech lat, pod warunkiem, że pokona dystans stu kilometrów w trakcie jednej sesji i nie otrzyma punktów karnych[77].

## Klasyfikacje

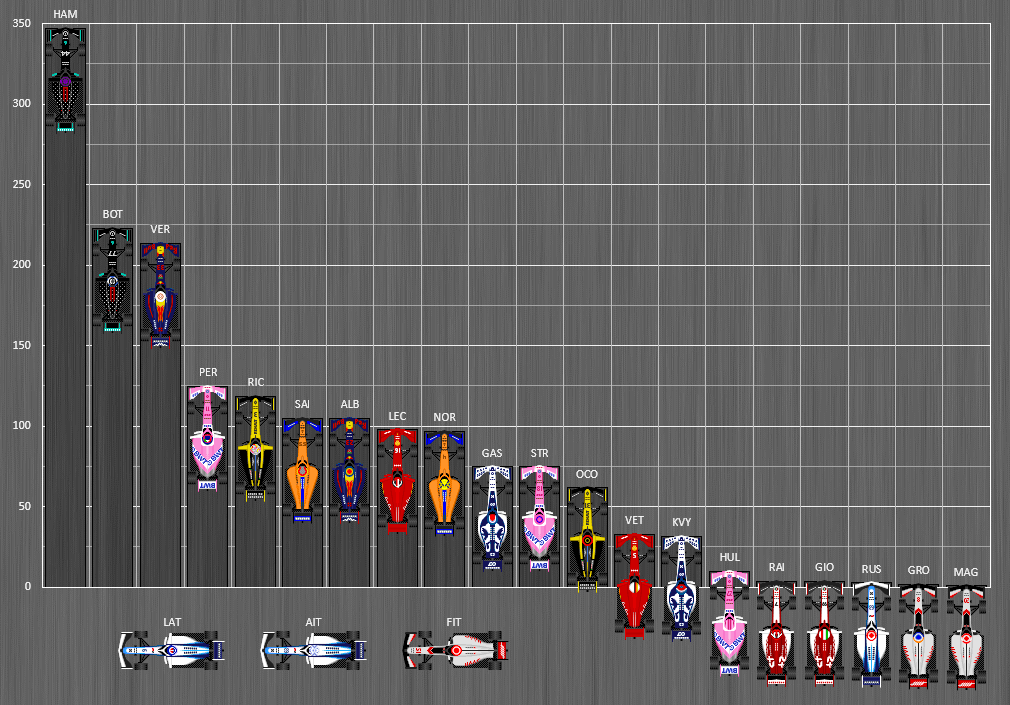
Klasyfikacja generalna przedstawiona w formie graficznej

| Legenda oznaczeń w tabelach wyników Wyświetl szablon na nowej stronie | Legenda oznaczeń w tabelach wyników Wyświetl szablon na nowej stronie                                                                     |
| Oznaczenie                                                            | Wyjaśnienie |
| --------------------------------------------------------------------- | --- |
| Złoty                                                                 | Zwycięzca lub mistrzostwo |
| Srebrny                                                               | 2. miejsce lub wicemistrzostwo |
| Brązowy                                                               | 3. miejsce lub II wicemistrzostwo |
| Zielony                                                               | Ukończył, punktował (w klasyfikacji generalnej, gdy zdobył co najmniej jeden punkt na przestrzeni sezonu, poza trzema powyższymi opcjami) |
| Niebieski                                                             | Ukończył, nie punktował (w klasyfikacji generalnej, gdy nie zdobył co najmniej jednego punktu na przestrzeni sezonu)                      |
| Czerwony                                                              | Nie zakwalifikował się (NZ) |
| Czerwony                                                              | Nie prekwalifikował się (NPK) |
| Różowy                                                                | Nie ukończył (NU) |
| Różowy                                                                | Niesklasyfikowany (NS) (w klasyfikacji generalnej, gdy nie został sklasyfikowany w żadnym wyścigu sezonu)                                 |
| Czarny                                                                | Zdyskwalifikowany (DK) |
| Czarny                                                                | Wykluczony (WYK/EX) |
| Biały                                                                 | Nie wystartował (NW) |
| Biały                                                                 | Kontuzjowany (K/INJ) |
| Biały                                                                 | Wyścig odwołany (OD/C) |
| Bez koloru                                                            | Został wycofany (WYC/WD) |
| Bez koloru                                                            | Nie przybył (NP/DNA) |
| Bez koloru                                                            | Nie brał udziału w treningach (NT/DNP) |
| Bez koloru                                                            | Nie został zgłoszony (–) |
| Pogrubienie                                                           | Start z pole position |
| Kursywa                                                               | Najszybsze okrążenie wyścigu |
| †                                                                     | Nie ukończył, ale jego rezultat został zaliczony ze względu na przejechanie więcej niż 90% dystansu wyścigu.                              |
| *                                                                     | Sezon w trakcie |
| 1/2/3                                                                 | Punktowana pozycja w sprincie |
| Lista systemów punktacji Formuły 1                                    | |

### Kierowcy
| Poz. | Kierowca           | Konstruktor       | Austria |    | Węgry | Wielka Brytania | Wielka Brytania | Hiszpania | Belgia | Włochy | Toskania | Rosja | Niemcy | Portugalia | Emilia-Romania | Turcja | Bahrajn | Bahrajn |    | Pkt |
| ---- | ------------------ | ----------------- | ------- | -- | ----- | --------------- | --------------- | --------- | ------ | ------ | -------- | ----- | ------ | ---------- | -------------- | ------ | ------- | ------- | -- | --- |
| 1    | Lewis Hamilton     | Mercedes          | 4       | 1  | 1     | 1               | 2               | 1         | 1      | 7      | 1        | 3     | 1      | 1          | 1              | 1      | 1       | –       | 3  | 347 |
| 2    | Valtteri Bottas    | Mercedes          | 1       | 2  | 3     | 11              | 3               | 3         | 2      | 5      | 2        | 1     | NU     | 2          | 2              | 14     | 8       | 8       | 2  | 223 |
| 3    | Max Verstappen     | Red Bull Racing   | NU      | 3  | 2     | 2               | 1               | 2         | 3      | NU     | NU       | 2     | 2      | 3          | NU             | 6      | 2       | NU      | 1  | 214 |
| 4    | Sergio Pérez       | Racing Point      | 6       | 6  | 7     | WD              | –               | 5         | 10     | 10     | 5        | 4     | 4      | 7          | 6              | 2      | 18†     | 1       | NU | 125 |
| 5    | Daniel Ricciardo   | Renault           | NU      | 8  | 8     | 4               | 14              | 11        | 4      | 6      | 4        | 5     | 3      | 9          | 3              | 10     | 7       | 5       | 7  | 119 |
| 6    | Carlos Sainz Jr.   | McLaren           | 5       | 9  | 9     | 13              | 13              | 6         | NW     | 2      | NU       | NU    | 5      | 6          | 7              | 5      | 5       | 4       | 6  | 105 |
| 7    | Alexander Albon    | Red Bull Racing   | 13†     | 4  | 5     | 8               | 5               | 8         | 6      | 15     | 3        | 10    | NU     | 12         | 15             | 7      | 3       | 6       | 4  | 105 |
| 8    | Charles Leclerc    | Ferrari           | 2       | NU | 11    | 3               | 4               | NU        | 14     | NU     | 8        | 6     | 7      | 4          | 5              | 4      | 10      | NU      | 13 | 98  |
| 9    | Lando Norris       | McLaren           | 3       | 5  | 13    | 5               | 9               | 10        | 7      | 4      | 6        | 15    | NU     | 13         | 8              | 8      | 4       | 10      | 5  | 97  |
| 10   | Pierre Gasly       | AlphaTauri        | 7       | 15 | NU    | 7               | 11              | 9         | 8      | 1      | NU       | 9     | 6      | 5          | NU             | 13     | 6       | 11      | 8  | 75  |
| 11   | Lance Stroll       | Racing Point      | NU      | 7  | 4     | 9               | 6               | 4         | 9      | 3      | NU       | NU    | WD     | NU         | 13             | 9      | NU      | 3       | 10 | 75  |
| 12   | Esteban Ocon       | Renault           | 8       | NU | 14    | 6               | 8               | 13        | 5      | 8      | NU       | 7     | NU     | 8          | NU             | 11     | 9       | 2       | 9  | 62  |
| 13   | Sebastian Vettel   | Ferrari           | 10      | NU | 6     | 10              | 12              | 7         | 13     | NU     | 10       | 13    | 11     | 10         | 12             | 3      | 13      | 12      | 14 | 33  |
| 14   | Daniił Kwiat       | AlphaTauri        | 12†     | 10 | 12    | NU              | 10              | 12        | 11     | 9      | 7        | 8     | 15     | 19         | 4              | 12     | 11      | 7       | 11 | 32  |
| 15   | Nico Hülkenberg    | Racing Point      | –       | –  | –     | NW              | 7               | –         | –      | –      | –        | –     | 8      | –          | –              | –      | –       | –       | –  | 10  |
| 16   | Kimi Räikkönen     | Alfa Romeo Racing | NU      | 11 | 15    | 17              | 15              | 14        | 12     | 13     | 9        | 14    | 12     | 11         | 9              | 15     | 15      | 14      | 12 | 4   |
| 17   | Antonio Giovinazzi | Alfa Romeo Racing | 9       | 14 | 17    | 14              | 17              | 16        | NU     | 16     | NU       | 11    | 10     | 15         | 10             | NU     | 16      | 13      | 16 | 4   |
| 18   | George Russell     | Williams/Mercedes | NU      | 16 | 18    | 12              | 18              | 17        | NU     | 14     | 11       | 18    | NU     | 14         | NU             | 16     | 12      | 9       | 15 | 3   |
| 19   | Romain Grosjean    | Haas              | NU      | 13 | 16    | 16              | 16              | 19        | 15     | 12     | 12       | 17    | 9      | 17         | 14             | NU     | NU      | –       | –  | 2   |
| 20   | Kevin Magnussen    | Haas              | NU      | 12 | 10    | NU              | NU              | 15        | 17     | NU     | NU       | 12    | 13     | 16         | NU             | 17†    | 17      | 15      | 18 | 1   |
| 21   | Nicholas Latifi    | Williams          | 11      | 17 | 19    | 15              | 19              | 18        | 16     | 11     | NU       | 16    | 14     | 18         | 11             | NU     | 14      | NU      | 17 | 0   |
| 22   | Jack Aitken        | Williams          | –       | –  | –     | –               | –               | –         | –      | –      | –        | –     | –      | –          | –              | –      | –       | 16      | –  | 0   |
| 23   | Pietro Fittipaldi  | Haas              | –       | –  | –     | –               | –               | –         | –      | –      | –        | –     | –      | –          | –              | –      | –       | 17      | 19 | 0   |
| Poz. | Kierowca           | Konstruktor       | Austria |    | Węgry | Wielka Brytania | Wielka Brytania | Hiszpania | Belgia | Włochy | Toskania | Rosja | Niemcy | Portugalia | Emilia-Romania | Turcja | Bahrajn | Bahrajn |    | Pkt |

### Konstruktorzy
| Poz. | Konstruktor               | Nr | Austria |    | Węgry | Wielka Brytania | Wielka Brytania | Hiszpania | Belgia | Włochy | Toskania | Rosja | Niemcy | Portugalia | Emilia-Romania | Turcja | Bahrajn | Bahrajn |    | Pkt       |
| ---- | ------------------------- | -- | ------- | -- | ----- | --------------- | --------------- | --------- | ------ | ------ | -------- | ----- | ------ | ---------- | -------------- | ------ | ------- | ------- | -- | --------- |
| 1    | Mercedes                  | 44 | 4       | 1  | 1     | 1               | 2               | 1         | 1      | 7      | 1        | 3     | 1      | 1          | 1              | 1      | 1       | –       | 3  | 573       |
| 1    | Mercedes                  | 77 | 1       | 2  | 3     | 11              | 3               | 3         | 2      | 5      | 2        | 1     | NU     | 2          | 2              | 14     | 8       | 8       | 2  | 573       |
| 1    | Mercedes                  | 63 | –       | –  | –     | –               | –               | –         | –      | –      | –        | –     | –      | –          | –              | –      | –       | 9       | –  | 573       |
| 2    | Red Bull Racing-Honda     | 33 | NU      | 3  | 2     | 2               | 1               | 2         | 3      | NU     | NU       | 2     | 2      | 3          | NU             | 6      | 2       | NU      | 1  | 319       |
| 2    | Red Bull Racing-Honda     | 23 | 13†     | 4  | 5     | 8               | 5               | 8         | 6      | 15     | 3        | 10    | NU     | 12         | 15             | 7      | 3       | 6       | 4  | 319       |
| 3    | McLaren-Renault           | 55 | 5       | 9  | 9     | 13              | 13              | 6         | NW     | 2      | NU       | NU    | 5      | 6          | 7              | 5      | 5       | 4       | 6  | 202       |
| 3    | McLaren-Renault           | 4  | 3       | 5  | 13    | 5               | 9               | 10        | 7      | 4      | 6        | 15    | NU     | 13         | 8              | 8      | 4       | 10      | 5  | 202       |
| 4    | Racing Point-BWT Mercedes | 11 | 6       | 6  | 7     | WD              | –               | 5         | 10     | 10     | 5        | 4     | 4      | 7          | 6              | 2      | 18†     | 1       | NU | 195 (210) |
| 4    | Racing Point-BWT Mercedes | 18 | NU      | 7  | 4     | 9               | 6               | 4         | 9      | 3      | NU       | NU    | WD     | NU         | 13             | 9      | NU      | 3       | 10 | 195 (210) |
| 4    | Racing Point-BWT Mercedes | 27 | –       | –  | –     | NW              | 7               | –         | –      | –      | –        | –     | 8      | –          | –              | –      | –       | –       | –  | 195 (210) |
| 5    | Renault                   | 3  | NU      | 8  | 8     | 4               | 14              | 11        | 4      | 6      | 4        | 5     | 3      | 9          | 3              | 10     | 7       | 5       | 7  | 181       |
| 5    | Renault                   | 31 | 8       | NU | 14    | 6               | 8               | 13        | 5      | 8      | NU       | 7     | NU     | 8          | NU             | 11     | 9       | 2       | 9  | 181       |
| 6    | Ferrari                   | 16 | 2       | NU | 11    | 3               | 4               | NU        | 14     | NU     | 8        | 6     | 7      | 4          | 5              | 4      | 10      | NU      | 13 | 131       |
| 6    | Ferrari                   | 5  | 10      | NU | 6     | 10              | 12              | 7         | 13     | NU     | 10       | 13    | 11     | 10         | 12             | 3      | 13      | 12      | 14 | 131       |
| 7    | AlphaTauri-Honda          | 10 | 7       | 15 | NU    | 7               | 11              | 9         | 8      | 1      | NU       | 9     | 6      | 5          | NU             | 13     | 6       | 11      | 8  | 107       |
| 7    | AlphaTauri-Honda          | 26 | 12†     | 10 | 12    | NU              | 10              | 12        | 11     | 9      | 7        | 8     | 15     | 19         | 4              | 12     | 11      | 7       | 11 | 107       |
| 8    | Alfa Romeo Racing-Ferrari | 7  | NU      | 11 | 15    | 17              | 15              | 14        | 12     | 13     | 9        | 14    | 12     | 11         | 9              | 15     | 15      | 14      | 12 | 8         |
| 8    | Alfa Romeo Racing-Ferrari | 99 | 9       | 14 | 17    | 14              | 17              | 16        | NU     | 16     | NU       | 11    | 10     | 15         | 10             | NU     | 16      | 13      | 16 | 8         |
| 9    | Haas-Ferrari              | 8  | NU      | 13 | 16    | 16              | 16              | 14        | 15     | 12     | 12       | 17    | 9      | 17         | 14             | NU     | NU      | –       | –  | 3         |
| 9    | Haas-Ferrari              | 20 | NU      | 12 | 10    | NU              | NU              | 15        | 17     | NU     | NU       | 12    | 13     | 16         | NU             | 17†    | 17      | 15      | 18 | 3         |
| 9    | Haas-Ferrari              | 51 | –       | –  | –     | –               | –               | –         | –      | –      | –        | –     | –      | –          | –              | –      | –       | 17      | 19 | 3         |
| 10   | Williams-Mercedes         | 6  | 11      | 17 | 19    | 15              | 19              | 18        | 16     | 11     | NU       | 16    | 14     | 18         | 11             | NU     | 14      | NU      | 17 | 0         |
| 10   | Williams-Mercedes         | 63 | NU      | 16 | 18    | 12              | 18              | 17        | NU     | 14     | 11       | 18    | NU     | 14         | NU             | 16     | 12      | –       | 15 | 0         |
| 10   | Williams-Mercedes         | 89 | –       | –  | –     | –               | –               | –         | –      | –      | –        | –     | –      | –          | –              | –      | –       | 16      | –  | 0         |
| Poz. | Konstruktor               | Nr | Austria |    | Węgry | Wielka Brytania | Wielka Brytania | Hiszpania | Belgia | Włochy | Toskania | Rosja | Niemcy | Portugalia | Emilia-Romania | Turcja | Bahrajn | Bahrajn |    | Pkt       |